# 菜切山
座標: 北緯34度43分28秒 東経135度23分49秒 / 北緯34.7245度 東経135.397度
菜切山 (なきりやま) は、兵庫県尼崎市菜切山町にある山である。菜切塚（なきりづか）とも呼ばれる。標高は 0.4m。

## 概要

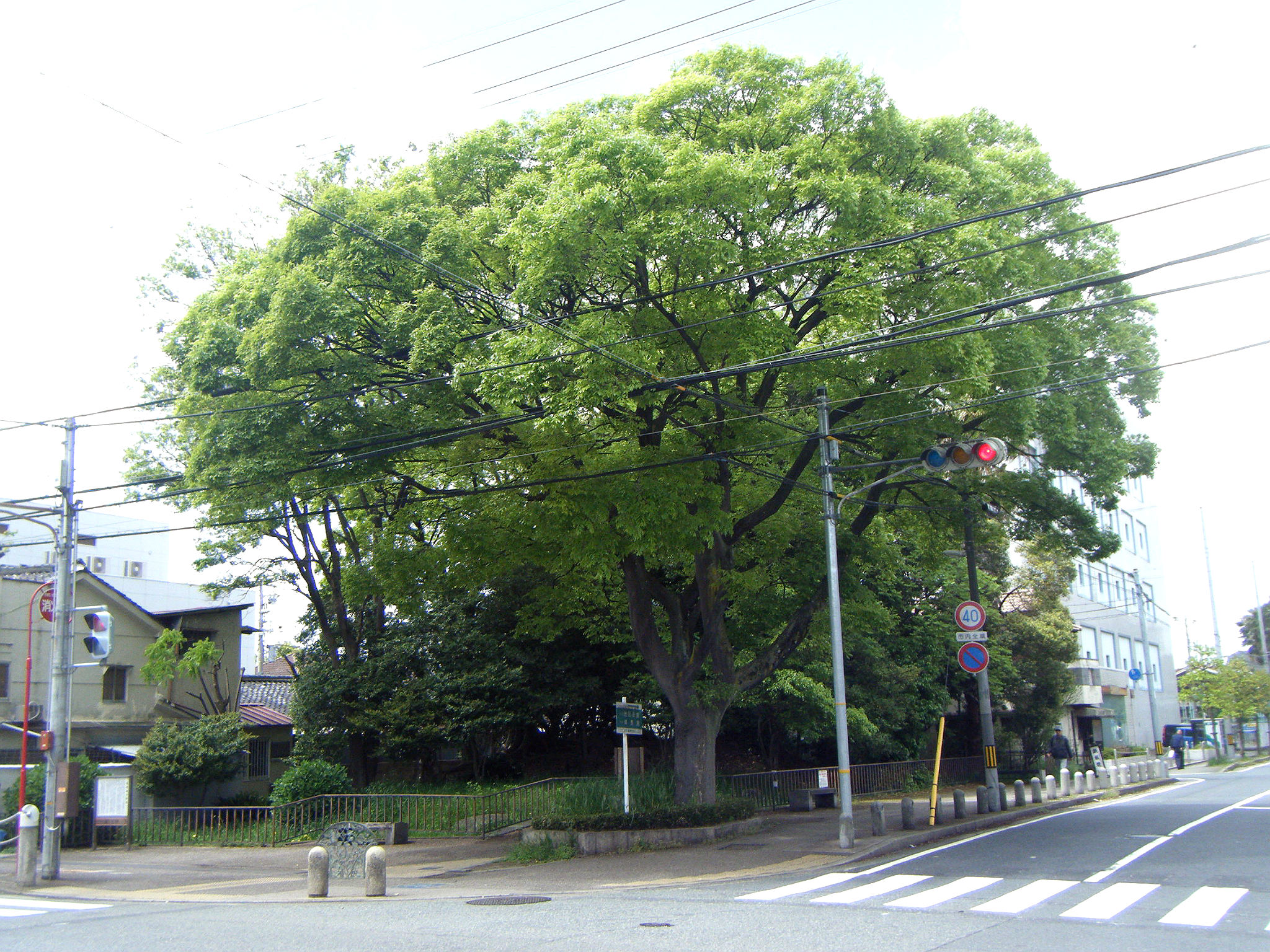

標高3.0メートルで、「日本一低い山」である日和山と同じであるが、国土地理院の地形図には山としては記載されていない。
武内宿禰の墳墓と伝えられていたが、宿禰自体が伝説上の人物であるため、古墳などとしての登録はされていない。